# 奧倫堡穆斯林會議
奧倫堡穆斯林會議，是俄羅斯帝國對伏爾加河-烏拉爾、哈薩克草原、中亞的伊斯蘭教進行管理的宗教行政機關，它是由俄國女皇凱瑟琳二世在1788年建立，為招安穆斯林而設。
會議首長是一位穆夫提，下有5-6位卡迪(法官)。但在俄羅斯政府控制下只有宗教管理櫂力，不得干預政務。
哈薩克人在1860年代從議會的管轄權中撤出，這是減少哈薩克斯坦受到韃靼族影響的政策的一部分。
在1920年由中亞-哈薩克斯坦精神組織繼續對蘇聯境內穆斯林的管理。